# Lars Fournais
Lars Fournais (født 20. september 1953) en dansk erhvervsmand og bestyrelsesformand i AGF A/S (Tidligere Aarhus Elite), der blandt andet står bag fodboldklubben AGF. Han har været formand siden 2012.
Udover posten som bestyrelsesformand i AGF har han været administrerende direktør i virksomheden Saint-Gobain Distribuition Denmark, ligesom han har besiddet en række bestyrelsesposter i danske virksomheder som OK a.m.b.a., MC Emballage A/S, Danske Invest og Stibo DX.

## Baggrund og arbejdsliv
Lars Fournais er født i Aarhus, er opvokset i Brabrand og blev færdiguddannet i 1980 som Cand.merc. på Handelshøjskolen i Aarhus.
Han arbejdede herefter med salg og marketing hos Nordisk Fjer, hvor han som 32-årig blev administrerende direktør for Nordisk Fjer Senge- og boligudstyr. Her blev han efter tre år på posten fyret, da han nægtede at underskrive årsregnskabet i virksomheden. Virksomheden gik snart efter, i 1991, konkurs grundet massiv svindel for flere milliarder. Siden har han haft topposter i Grundfos, System B8 møbler og den franske koncern Saint-Gobain.
I 2012 blev han bestyrelsesformand i AGF, to år efter klubben for anden gang på 6 år var rykket ud af Superligaen. Lars Fournais udtalte senere, at han ved sin ansættelse troede, at det værste var overstået. Men i sæsonen 2014 rykkede AGF igen ned i 1. division. Klubben stod herefter uden træner, da Peter Sørensen var blevet afskediget tidligere på sæsonen, mens Sportschef Brian Steen Nielsen blev fyret og direktør Jan Christensen selv valgte at sige op. Desuden skulle klubben håndtere en underbalance på 50 millioner kroner. AGF ansatte herefter Jacob Nielsen som ny direktør og Morten Wieghorst som cheftræner med henblik på at få AGF tilbage i Superligaen. Sæsonen efter rykkede AGF igen op i Superligaen og de efterfølgende år blev økonomien markant forbedret.
I 2018 stillede han op til posten som bestyrelsesformand i Coop, men tabte til den siddende formand.

## Privat
Lars Fournais er gift med Dorthe og har to voksne døtre. Han har udtalt, at han er meget stor AGF-fan - også før han blev bestyrelsesformand for klubben - og at hans far sad på Aarhus Stadion, da han blev født.
Han holder derudover af naturen og fluefiskeri.